# قضیه شکل اول، شکل دوم
قضیه شکل اول، شکل دوم فیلمی ایرانی و اولین فیلم به کارگردانی عباس کیارستمی پس از انقلاب و محصول سال ۱۳۵۸ است.
این فیلم از جمله فیلم‌های اوست که بافت در حال تغییر سریع و ناپایدار فرهنگی و سیاسی دهه ۱۹۷۰ و اوایل ۱۹۸۰ فیلم‌های او را نشان می‌دهد.
به سبب آنکه در این فیلم به پوشش دادن نظرات گرایش‌های مختلف نسبت به موضوع (به ویژه با نشان دادن رهبران گروه‌های سیاسی چپ یا مرکزگرایی که به زودی غیرقانونی شناخته شدند) می‌پرداخت و افزون برآن زنان به‌صورت بی‌حجاب (همان‌طور که در دوره سلطنت محمد رضا پهلوی بودند) تصویر می‌شد به زودی از سوی حکومت پس از انقلاب ممنوع اعلام شد.
این فیلم مستندی دربارهٔ یک معلم است که گروهی از دانش‌آموزان را از کلاس اخراج می‌کند به این دلیل که هیچ‌یک از آن‌ها به زدن روی میز اقرار نمی‌کند و آن‌ها هم شخص خاطی را لو نمی‌دهند. کیارستمی این فیلم را به کارشناسان آموزشی محمدرضا شاه پهلوی نشان داد و از نظرات آن‌ها فیلمبرداری کرد. وقتی فیلمبرداری تقریباً تمام شد، در ۱۲ بهمن ۱۳۵۷، روح‌الله خمینی از تبعید به تهران برگشت و ۱۰ روز بعد جمهوری اسلامی اعلام کرد
کیارستمی شروع به ساخت مجدد فیلم کرد، توضیحات آن را حذف کرد و ساختارش را تغییر داد. او تصمیم گرفت فیلم را به یک مسئله دشوار دراماتیک تبدیل کند: شکل اول شامل دانش‌آموزانی بود که زیر بار نام بردن شخص خاطی نمی‌رفتند؛ در شکل دوم یکی از دانش‌آموزان، مقصر را معرفی می‌کند و اجازه می‌یابد به کلاس برگردد. از همه ناظران جدید، از جمله وزیر جدید آموزش و پرورش، در حال نظر دادن دربارهٔ دو شکل فیلمبرداری شد. تفاوت دیدگاه‌های آن‌ها و تأثیر آن‌ها از فرهنگ سیاسی آن روزها در سخنان هر یک پیداست. خیلی از آن‌ها فیلم را تمثیلی از پلیس مخفی شاه در نظر گرفتند.

## نمایش فیلم
فیلم بلافاصله برنده جایزه جشنواره فیلم‌های کودکان و نوجوانان تهران شد؛ گرچه به زودی پس از آن، دولت فیلم را به خاطر آنکه پیام حدس زده شدهٔ آن خرابکارانه پنداشته می‌شود و بعضی از نظرات اعضای گروه‌های سیاسی که غیرقانونی اعلام شده بودند (کمونیست، جبهه دموکراتیک ملی ایران) در آن ابراز شده، ممنوع کرد. این فیلم فقط در بازنگری کیارستمی در سال ۲۰۰۳ در تورین به نمایش درآمد. این فیلم پس از سی سال در شهریور ماه ۱۳۸۸ در اینترنت، اکران عمومی شد.

## خلاصه فیلم

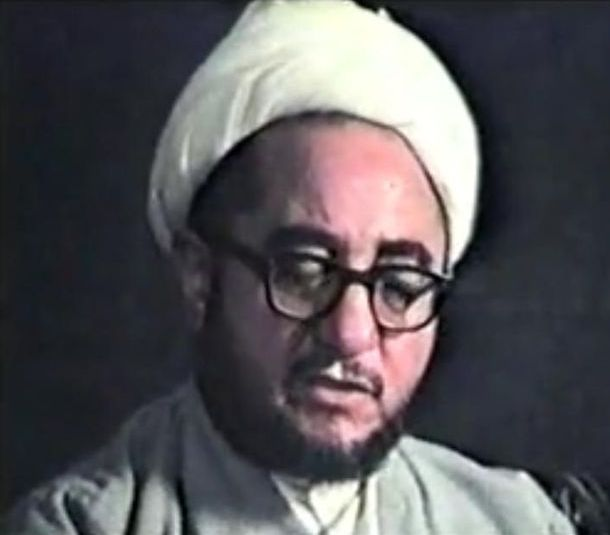
خلخالی در قضیه شکل اول، شکل دوم

هفت پسر دبیرستانی از کلاس درس اخراج می‌شوند. معلم تهدیدشان می‌کند که اگر اسم کسی را که با صدای ضربِ مداد روی میز، نظمِ کلاس را برهم می‌زده به او نگویند، یک هفته از حضور در کلاس درس منع خواهند شد. کات. گفتگو با ده‌ها نفر از مطرح‌ترین سیاستمداران و روشنفکران دوران انقلاب دربارهٔ این که راه حل صحیح اخلاقی برای این مسئله چیست. نورالدین کیانوری معلم و سیستم را بیشتر مقصر می‌داند با این وجود هیچ‌کدام از دو دیدگاه را رد نمی‌کند. آیت‌الله خلخالی اعلام می‌کند که این وضعیت با «انگیزاسیون» تفاوتی ندارد. صادق قطب زاده با او موافق نیست و معتقد است خاطی لیاقت حمایت گروهی را ندارد زیرا کاری ضد ارزش انجام داده است. فیلم به مدت پنجاه و سه دقیقه این دیدگاه‌ها را بالا و پایین می‌کند و نکاتی را در مورد بینش سیاسی و اجتماعی جامعه ایرانی موشکافی می‌کند. روی تصاویر پایانی فیلم، دومرتبه صدای ضرب گرفتن مداد خاطی را روی میز می‌شنویم. رفته‌رفته به تعداد مدادها اضافه می‌شود تا این که همهمه انقلابی به اوج می‌رسد و دیدگاه فیلمساز در مورد این قضیه با ظرافت و ایجاز برملا می‌شود.

## بازیگران

### مصاحبه شوندگان
افرادی که در این فیلم با آن‌ها مصاحبه می‌شود در قضیه شکل اول، به ترتیب حضور در فیلم عبارتند از (عناوین و سمت افراد بر اساس فیلم در پرانتز ذکر شده‌است):

علی گلزاده غفوری
محمود عنایت
صادق قطب زاده
نورالدین کیانوری
راب دیوید شوفت
صادق خلخالی
عبدالکریم لاهیجی
علی مفاخری پدر یکی از بچه‌ها
نادر ابراهیمی
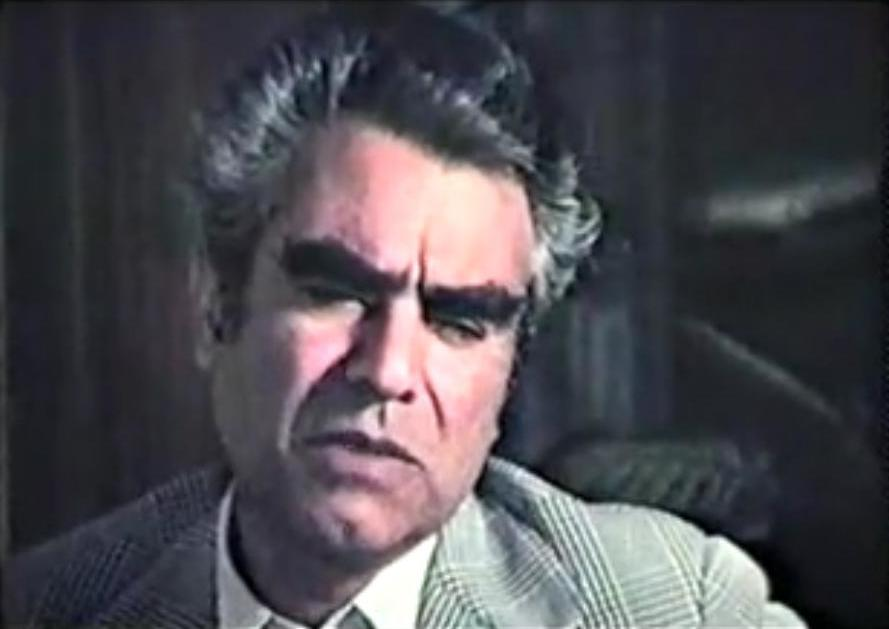
غلامحسین شکوهی
آرداک مانوکیان
ابراهیم یزدی
نورالدین زرین‌کلک
احترام برومند
علی موسوی گرمارودی
مسعود کیمیایی
کمال خرازی

- نورالدین زرین‌کلک (پدر فرهنگ زرین‌کلک، فیلمساز و نویسنده کتاب‌های کودکان)
- محمدحسین غروی (پدر فرهاد غروی، کارمند بازنشسته گمرک)
- علی مفاخری (پدر علیرضا مفاخری، کارگر جنرال تایر)
- کریم زرینه (پدر کامران زرینه، سرهنگ نیروی دریایی)
- علی براتی (پدر محمدرضا براتی، کارگر شرکت نفت)
- مهدی آزادبخت (پدر مجید آزادبخت، حسابدار)
- دکتر کمال خرازی (متخصص تعلیم و تربیت و مدیر عامل کانون پرورش فکری کودکان و نوجوانان)
- دکتر غلامحسین شکوهی (وزیر آموزش و پرورش)
- نادر ابراهیمی (نویسنده و مدیر سازمان همگام با کودکان و نوجوانان)
- غلامرضا امامی (سرپرست انتشارات کانون پرورش فکری کودکان و نوجوانان)
- احترام برومند (گوینده برنامه کودک تلویزیون)  و همسر داوود رشیدی
- علی موسوی گرمارودی (شاعر و نویسنده)
- مسعود کیمیایی (فیلمساز)
- عزت‌الله انتظامی (بازیگر تئاتر و سینما)
- ژاله سرشار (مسئول امور آموزشی و تربیتی کانون اصلاح و تربیت)
- دکتر عبدالکریم لاهیجی (حقوقدان و نایب رئیس جمعیت ایرانی دفاع از آزادی و حقوق بشر)
- راب دیوید شوفت (رهبر مذهبی کلیمیان ایران)
- اسقف آرداک مانوکیان (رهبر مذهبی ارامنه ایران)
- ایرج جهانشاهی (کارشناس تعلیم و تربیت و مدیر مجله‌های پیک)
- صادق قطب‌زاده (سرپرست رادیو و تلویزیون جمهوری اسلامی ایران)
- دکتر محمود عنایت (نویسنده و روزنامه‌نگار)
- ابراهیم یزدی (وزیر امور خارجه)
- نورالدین کیانوری (دبیر اول کمیته مرکزی حزب توده ایران)
- صادق خلخالی (حاکم شرع دادگاه‌های انقلاب اسلامی)
- دکتر هدایت‌الله متین‌دفتری بنیانگذار جبهه دموکراتیک ملی ایران
- حجت‌الاسلام دکتر علی گلزاده غفوری حقوقدان، استاد دانشگاه و نماینده مجلس خبرگان

## جوایز
- جایزه جشنواره فیلم‌های کودکان و نوجوانان تهران (سال ۱۳۵۸)[۲]